# Faeira
Faeira (llamada oficialmente San Pedro da Faeira) es una parroquia y un lugar español del municipio de Puentes de García Rodríguez, en la provincia de La Coruña, Galicia.

## Entidades de población
Entidades de población que forman parte de la parroquia:
- Faeira (A Faeira)
- Pazo (O Pazo)
- Pereiro
- Rebardille
- Reboredos (Os Reboredos)
- Redonda (A Redonda)
- Terbá
- Tras do Monte
- Venade (Benade)
- Vilar (O Vilar)
- Viso (O Viso)

## Despoblados
- Azureira (A Azoreira)
- Mazcoto (O Mazcoto)
- Porto do Liño

## Demografía

### Parroquia
| Gráfica de evolución demográfica de Faeira (parroquia) entre 2000 y 2019 |
|                                                                          |
| Datos según el nomenclátor publicado por el INE.                         |

### Lugar
| Gráfica de evolución demográfica de Faeira (lugar) entre 2000 y 2019 |
|                                                                      |
| Datos según el nomenclátor publicado por el INE.                     |